# Sufers
Sufers (rätoromanisch Sur) ist eine politische Gemeinde der Region Viamala. Sie gehört zum schweizerischen Kanton Graubünden.

## Geographie

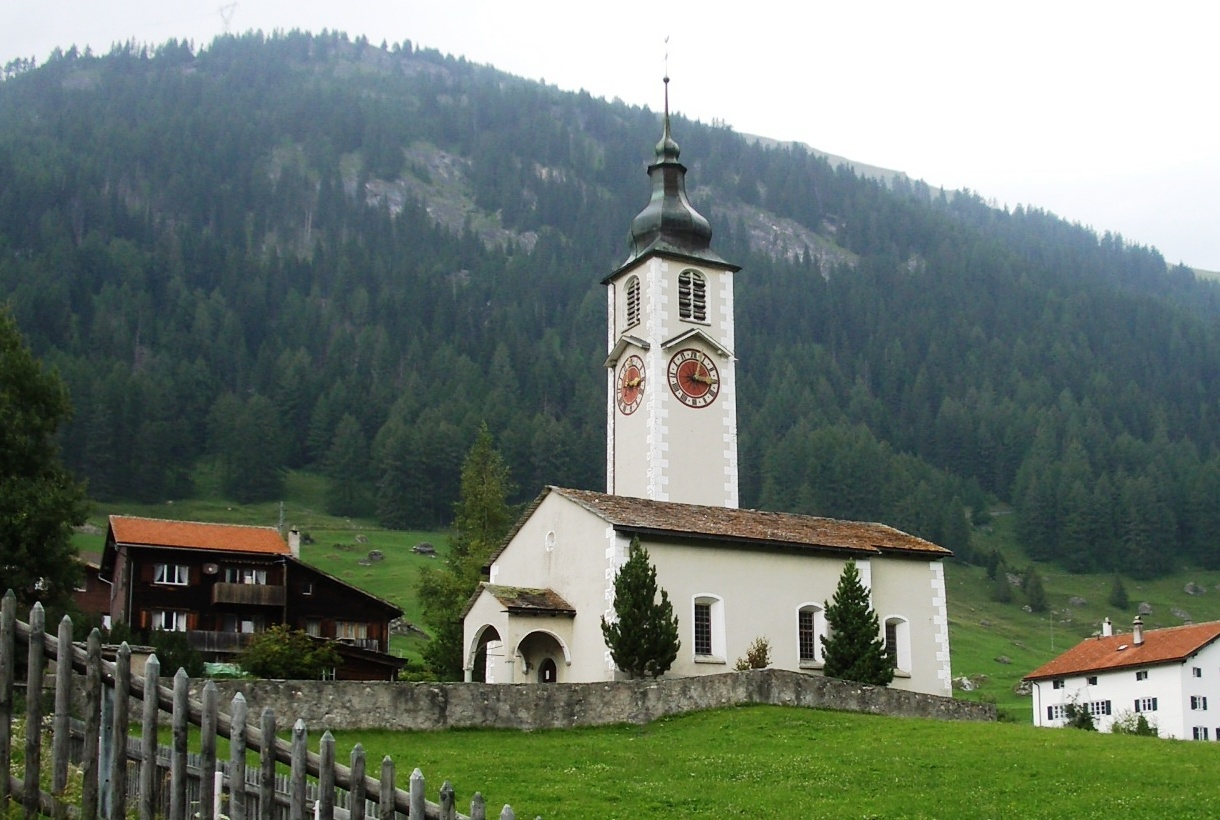
Kirche St. Salvator, 841 erwähnt

Das Haufendorf Sufers, unterste Siedlung im west-östlich verlaufenden Rheinwald, liegt nördlich des zum Sufnersee gestauten Hinterrheins an der Mündung des Steilerbachs. Der Gemeindebann erstreckt sich quer zur Talachse, umfasst einen 4 km langen Abschnitt des Haupttals – flussabwärts bis zur Roflaschlucht – und schliesst zwei Seitentäler ein: das 4 km lange Steilertal im Nordwesten und das 7 km lange Surettatal im Süden, welches an beiden Seiten von über 2500 m hohen Bergketten begrenzt und im Hintergrund von der markanten vergletscherten Spitze des Surettahorns (3026 m) überragt wird. Rund ums Steilertal erreichen Teurihorn (2973 m), Alperschällihorn (3039 m, höchster Punkt der Gemeinde) und Grauhörner (Pizzas d'Anarosa, 3000 m) vergleichbare Höhen.
Im Jahr 1997 wurden 13 % der Gemeindefläche landwirtschaftlich genutzt. Der Wald nahm 24 % ein, die Siedlungen 1 %. Mit 62 % sehr hoch war der Anteil unproduktiver Fläche. Dies erklärt sich zum einen aus der Höhenlage, zum anderen aus der Gestalt der Seitentäler: Beide sind eng, im Mündungsbereich extrem steil und die Hänge der oberen Abschnitte grossflächig mit Geröllhalden bedeckt und für Alpwirtschaft ungeeignet.
Nachbargemeinden sind Rheinwald, Safiental, Muntogna da Schons, Andeer, Ferrera sowie Madesimo in der italienischen Provinz Sondrio.

## Geschichte
Erstmals wird das Dorf 831 als Subere urkundlich erwähnt. Zehn Jahre später stiftete Kaiser Lothar dort eine Kirche. Damals war das äussere Rheinwald wie das benachbarte Schams von Rätoromanen besiedelt. Seit sich um 1300 die Walserkolonie des inneren Tales (Nufenen und Hinterrhein) auch nach Sufers ausdehnte, ist Deutsch die Hauptsprache.
In den Drei Bünden gehörte der Ort als Nachbarschaft des Gerichts Rheinwald zum Grauen Bund. Wirtschaftliche Grundlagen bildeten die Landwirtschaft (Viehzucht und bescheidener Ackerbau) und seit dem 15. Jahrhundert der Passverkehr über Splügen- und San-Bernardino-Pass. Zeitweise wurde im Surettatal Eisenerz abgebaut und in der Schmelzi an der Mündung des Tales verhüttet.
Während des Zweiten Weltkriegs wurde nördlich und östlich von Sufers die Sperrstelle Sufers erstellt.
Einen Zusammenschluss mit den Gemeinden Hinterrhein, Nufenen und Splügen lehnte die Sufner Stimmbevölkerung im Jahr 2016 ab. Ohne Sufers fusionierten die drei Gemeinden 2019 zur Gemeinde Rheinwald.

## Wappen
| Wappen von Sufers | Blasonierung: «In Rot über silber (weiss) bordiertem blauem Flussband ein silbernes lateinisches Kreuz»                                                |
| Wappen von Sufers | Das Flussband als Hinweis auf den Rheinwald wird ergänzt durch das lateinische Kreuz, das auf das Salvatorpatrozinium der Kirche zu Sufers zurückgeht. |

## Bevölkerung
| Bevölkerungsentwicklung | Bevölkerungsentwicklung | Bevölkerungsentwicklung | Bevölkerungsentwicklung | Bevölkerungsentwicklung | Bevölkerungsentwicklung | Bevölkerungsentwicklung | Bevölkerungsentwicklung | Bevölkerungsentwicklung | Bevölkerungsentwicklung | Bevölkerungsentwicklung | Bevölkerungsentwicklung | Bevölkerungsentwicklung | Bevölkerungsentwicklung | Bevölkerungsentwicklung |
| ----------------------- | ----------------------- | ----------------------- | ----------------------- | ----------------------- | ----------------------- | ----------------------- | ----------------------- | ----------------------- | ----------------------- | ----------------------- | ----------------------- | ----------------------- | ----------------------- | ----------------------- |
| Jahr                    | 1690                    | 1807                    | 1850                    | 1900                    | 1950                    | 1980                    | 1990                    | 2000                    | 2005                    | 2010                    | 2012                    | 2014                    | 2016                    |                         |
| Einwohner               | 186                     | 224                     | 184                     | 104                     | 124                     | 114                     | 111                     | 115                     | 133                     | 129                     | 121                     | 128                     | 126                     |                         |

### Sprachen
Trotz des romanischen Dorfnamens sprechen die Bewohner Deutsch, denn der Ort wurde um 1300 von Walsern besiedelt. Die Gemeinde gehört daher zu den seit Jahrhunderten deutschsprachigen Ortschaften des Kantons Graubünden. Deutsch ist einzige Behördensprache.
| Sprachen in Sufers |                   |                   |                   |                   |                   |                   |
| Sprachen           | Volkszählung 1980 | Volkszählung 1980 | Volkszählung 1990 | Volkszählung 1990 | Volkszählung 2000 | Volkszählung 2000 |
| Sprachen           | Anzahl            | Anteil            | Anzahl            | Anteil            | Anzahl            | Anteil            |
| Deutsch            | 105               | 92,11 %           | 104               | 93,69 %           | 105               | 91,30 %           |
| Rätoromanisch      | 3                 | 2,63 %            | 1                 | 0,90 %            | 4                 | 3,48 %            |
| Einwohner          | 114               | 100 %             | 111               | 100 %             | 115               | 100 %             |

### Herkunft und Nationalität
Von den Ende 2005 133 Bewohnern waren 128 Schweizer Staatsangehörige.

## Wirtschaft
Die im Zusammenhang mit dem Stauseebau Anfang der 1960er-Jahre vorgenommene Gesamtmelioration sicherte die Existenz der verbliebenen Sufner Bauernbetriebe. Im Jahr 2000/2001 waren in der Land- und Forstwirtschaft 29 Personen beschäftigt, im gewerblichen Bereich 28 und im Dienstleistungssektor 18. Im Ort gibt es ein Hotel, eine Sennerei und einen Dorfladen.

### Verkehr
Die an der Autostrasse A13 gelegene Gemeinde ist durch die Postautolinie (Chur–)Thusis–Bellinzona ans Netz des öffentlichen Verkehrs angeschlossen.

### Tourismus
Im Sommer ist Sufers ein schöner Ort zum Entspannen und Wandern (Lai da Vons, Cufercalhütte). Im Winter ist das Dorf Ausgangspunkt für Hochgebirgstouren, Skilifte findet man im Nachbardorf Splügen.

## Sehenswürdigkeiten
- Unter Denkmalschutz steht die reformierte Kirche Sufers.
- Der Sufnersee, ein künstlicher Speichersee, der zum System des Lago di Lei gehört, ist ein beliebtes Revier für Fischer.
- Etwa 2 km talabwärts liegt die im Zweiten Weltkrieg erbaute, heute als Museum zugängliche Festung Crestawald.